# Matulji
Matulji (italsky Mattuglie) jsou hustě osídlené sídlo a správní středisko stejnojmenné rozsáhlé opčiny v Chorvatsku v Přímořsko-gorskokotarské župě. Těsně sousedí s Kastavem a nachází se asi 9 km severozápadně od Rijeky. V roce 2011 žilo v Matulji 3 731 obyvatel, v celé opčině pak 11 246 obyvatel. Matulji je po Viškovu, Nedelišći a Čepinu čtvrtou největší chorvatskou opčinou, vzhledem ke své poloze je však de facto předměstím Kastavu, popřípadě Rijeky.
Opčina zahrnuje celkem 23 trvale obydlených sídel.
- Brdce – 67 obyvatel
- Bregi – 700 obyvatel
- Brešca – 159 obyvatel
- Jurdani – 651 obyvatel
- Jušići – 861 obyvatel
- Kućeli – 455 obyvatel
- Lipa – 129 obyvatel
- Male Mune – 103 obyvatel
- Mali Brgud – 134 obyvatel
- Matulji – 3 731 obyvatel
- Mihotići – 1 050 obyvatel
- Mučići – 362 obyvatel
- Pasjak – 140 obyvatel
- Permani – 102 obyvatel
- Rukavac – 853 obyvatel
- Rupa – 349 obyvatel
- Ružići – 123 obyvatel
- Šapjane – 188 obyvatel
- Vele Mune – 122 obyvatel
- Veli Brgud – 485 obyvatel
- Zaluki – 73 obyvatel
- Zvoneće – 279 obyvatel
- Žejane – 130 obyvatel

Dříve též byly součástí opčiny též vesnice Donji Rukavac, Frlanija, Gornji Rukavac, Gržančići, Gržići, Korensko, Kriva, Kuzmići, Perinovo, Poljane, Puži, Škrapna, Šušnji a Varljeni.
Podle opčiny je pojmenovaná křižovatka mezi dálnicemi A7 a A8, která se zde přímo nachází. Krom toho opčinou prochází silnice D8 a župní silnice Ž5012, Ž5015, Ž5016, Ž5017, Ž5018, Ž5047 a Ž5052.